# Cleanup Time
Cleanup Time, chiamato anche It's Clean-Up Time sulla copertina e spesso trascritto da terzi come Clean Up Time, è un videogioco a piattaforme pubblicato nel 1986 per Commodore 64 dalla Players, un marchio a basso costo della Interceptor Software. Uno o due giocatori controllano gli uomini delle pulizie Otto e Bobban con l'incarico di ripulire dall'immondizia un albergo.
Ai suoi tempi Cleanup Time ricevette di solito giudizi medi dalla critica.
Ebbe un seguito l'anno successivo, Cleanup Service.
Lo stesso tipo di personaggi cartoneschi, tozzi, con teste tonde e calve e grossi nasi, vennero utilizzati dall'autore del gioco anche per Melonmania, Velocipede e Velocipede II (tutti editi da Players, 1986).

## Modalità di gioco
Il gioco si svolge su una schermata fissa a piattaforme su quattro piani, collegati da scale a pioli e decorati con mobilio. Il giocatore controlla un inserviente e deve ripulire i mucchietti di spazzatura sparsi sui piani azionando la ramazza. Due giocatori possono controllare due inservienti in simultanea.
I nemici sono oggetti animati di diverso aspetto: scarpe, bucce di banana, pugni, ecc. Entrano in gioco da due corsie verticali ai lati dello scenario e poi si aggirano per i piani. Sottraggono una vita al personaggio se lo toccano, inoltre possono rilasciare nuove unità di spazzatura.
Il giocatore può sparare a destra o sinistra per eliminare i nemici, che però rientrano in gioco poco dopo. Nel caso di due giocatori ci si può anche uccidere a vicenda sparando. Colpire l'altro giocatore frutta anche punti; tuttavia spararsi intenzionalmente può essere problematico perché i due personaggi entrano in gioco da due porte affiancate e possono uccidersi immediatamente. Si dispone inoltre di tre smart bomb che distruggono all'istante tutti i nemici.
Per completare un livello bisogna ripulire tutta la spazzatura attualmente presente entro un limite di tempo. Durante ogni livello possono comparire due secchi da raccogliere come bonus. Ci sono in tutto 8 livelli e dei semplici intermezzi ogni due livelli. A inizio partita si può regolare la difficoltà generale.
L'edizione originale è dotata di un minigioco per passare il tempo durante il caricamento da cassetta, un clone di Painter.

## Colonna sonora
La colonna sonora comprende vari brani adattati da musiche d'epoca o tradizionali.

## Sviluppo
Cleanup Time fu sviluppato dal giovane svedese Karl Hörnell, che come tutti gli altri suoi giochi pubblicati per Commodore 64 lo realizzò come freelance per la Interceptor, lavorandoci nel tempo libero. Hörnell sostiene di essere stato fortemente ispirato da Super Pipeline II. Voleva realizzare qualcosa che avesse una simile stravaganza, ma anziché gli aiutanti automatici di Super Pipeline II, introdusse più semplicemente il multigiocatore, così due persone possono aiutarsi a vicenda. Il gameplay rispecchiava in parte l'originale: invece di riparare perdite dei tubi e combattere i nemici che le causano, in Cleanup Time si raccoglie spazzatura e si combattono i nemici che la lasciano. Anche lo schema dei colori è spudoratamente lo stesso di Super Pipeline II.